# Michal Piter-Bučko
Michal Piter-Bučko, né le 28 octobre 1985 à Prešov, est un footballeur slovaque. Il évolue au poste de défenseur central avec le club du Sandecja Nowy Sącz.

## Biographie
Michal Piter-Bučko joue en Slovaquie et en Pologne, en première et deuxième division.

## Palmarès
- Championnat de Slovaquie de D2 en 2008 avec le Tatran Presov
- Championnat de Pologne de D2 en 2017 avec le Sandecja Nowy Sacz